# 冬の狂風 (ゲーム・オブ・スローンズ)
『冬の狂風』は、HBOで放送されたファンタジー・ドラマ・シリーズである『ゲーム・オブ・スローンズ』の第6章『冬の狂風』の第10話である。デイヴィッド・ベニオフとD・B・ワイスによって脚本が書かれ、ミゲル・サポチニクが監督した。タイトルは、シーズン6が基づいているがドラマ放送時点で未刊の原作『冬の狂風』に由来する。
キングズランディングでは、サーセイが〈火素〉を使ってベイラー大聖堂を爆破し、ハイ・スパロウとタイレル家の大部分を殺す。衝撃を受けたトメンが自殺し、サーセイは自ら〈鉄の玉座〉に座る。〈双子城〉では、アリアがウォルダー・フレイを殺して〈釁られた婚儀〉の復讐を遂げる。ブランはジョンの出生の秘密を知る。ジョン・スノウは〈北の王〉に推戴される。ミーリーンでは、デナーリスが艦隊とドラゴンを率いてウェスタロスに向かう。

## あらすじ

### キングズランディングにて
サーセイ (レナ・ヘディ)とロラス・タイレル(フィン・ジョーンズ)の審判の日の朝、トメン(ディーン＝チャールズ・チャップマン)は〈赤の王城〉で支度をする。だが審判に向かおうとするトメンをグレガー・クレゲイン(ハフソー・ユリウス・ビョルンソン)が押しとどめる。ベイラー大聖堂の中では、マージェリー (ナタリー・ドーマー)、メイス・タイレル(ロジャー・アシュトン＝グリフィス)、〈王の手〉ケヴァン(イアン・ゲルダー)ら聴衆が見守る中、ランセル(ユージン・サイモン)がロラスを引き出す。ハイ・スパロウ(雀聖下)(ジョナサン・プライス)の前でロラスは、男色の罪、および反逆者レンリーと寝た事などすべての罪を認め、タイレル家の地位を捨て、聖兵になって一生家族を持たないと誓う。ハイ・スパロウはロラスを赦し、額に印を刻む。
パイセル(ジュリアン・グローヴァー)はクァイバーンの使う〈小鳥たち〉の少年に導かれ、建物の一室に入る。クァイバーン(アントン・レッサー)の見守る中、〈小鳥たち〉がパイセルを囲んで刺し殺す。ランセルは出席していないサーセイを連れて来るために大聖堂を出て、〈小鳥たち〉の少年が逃げてゆくのを見て追い、地下に入る。少年に足を刺されたランセルは大量の〈火素〉が仕掛けられているのを見る。マージェリーはサーセイとトメンの不在を不審に思い、大聖堂を脱出しようとするが聖兵に押しとどめられる。ランセルの目の前で蝋燭の炎が床の〈火素〉に落ち、大聖堂の地下で大爆発が起きる。メイス、ロラス、マージェリー、ケヴァン、ハイ・スパロウ、ランセル、そして貴族、司祭、聖兵のほとんどが死ぬ。トメンは〈赤の王城〉から惨劇を眺めて驚愕する。サーセイはセプタ・ユネラ(ハンナ・ワディンガム)が縛られた部屋に来て、かつて自分を辱めた事を責めて嘲り、グレガーに辱められるままに残して部屋を去る。トメンは絶望して城から飛び降りる。
サーセイはトメンの死骸を検め、火葬とするようクァイバーンに命じる。リヴァーランドから戻ったジェイミー(ニコライ・コスター＝ワルドー)の見守る中、〈王の手〉となったクァイバーンが〈鉄の玉座〉に着いたサーセイを戴冠する。

### 双子城にて
〈双子城〉では、リヴァーラン陥落を祝って大広間で祝宴が開かれる。ブロン(ジェローム・フリン)が女と共に去った後、ジェイミー(ニコライ・コスター＝ワルドー)の席をウォルダー・フレイ(デイビッド・ブラッドリー)が訪れ、〈王殺し〉同士として親睦を深めようとする。だがジェイミーはウォルダーを侮辱し、ラニスター家にフレイ家は不要だと言って席を立つ。
祝宴の後日、給仕の女が、大広間に一人残るウォルダー公に近づく。二人の息子ブラック・ウォルダーやローサーの未着を訝るウォルダーにパイを食べさせた後、アリア(メイジー・ウィリアムズ)は正体を現し、パイの中には息子たちの切り刻んだ肉を入れたと言う。母キャトリンと同様にウォルダー公の喉を切り裂いて、〈釁られた婚儀〉で殺された兄と母の復讐を遂げる。

### オールドタウンにて
サム(ジョン・ブラッドリー)はジリ(ハンナ・マリー)と赤子と共にオールドタウンの〈知識の城〉に着く。受付はジョン・スノウからの紹介状を見て、アーチ・メイスター(大学匠)が扱いを判断すると言う。サムは大図書館に案内されてその光景に驚愕する。

### 壁の北にて
〈壁〉のそばのウィアウッドの木の下に、ベンジェン・スターク(ジョゼフ・マウル)がブラン(アイザック・ヘンプステッド＝ライト)とミーラ・リード(エリー・ケンドリック)を連れて来る。死者である自分は〈壁〉を通り抜けられないと言い、ホワイト・ウォーカーと戦うために去る。今や〈三つ目の鴉〉となったブランはウィアウッドの木に手を触れ、ドーンの〈喜びの塔〉での出来事の続きを幻視する。若きネッド(ロバート・アラマヨ)は塔の中に入り、瀕死の妹リアナ(アシュリン・フランシオーシ)から赤子のジョンを託され、守る約束をする。

### ウィンターフェルにて
オールドタウンの〈知識の城〉から白い鴉がウィンターフェルに到着し、不定期で何年続くかわからない”冬”の到来を告げる。大広間で、ジョン・スノウ(キット・ハリントン)がメリサンドル(カリス・ファン・ハウテン)と話しているところにダヴォス・シーワース(リアム・カニンガム)が来てシリーンの遺品を示し、メリサンドルを問い詰める。メリサンドルは、両親の同意を得てシリーンを火あぶりの犠牲に捧げたことを告白し、結局はスタニスに勝利をもたらさなかったと間違いを認める。ダヴォスは処刑を求めるが、ジョンは〈北部〉からの追放とする。メリサンドルを城壁から見送るジョンにサンサ(ソフィー・ターナー)が近づく。ジョンは落とし子の自分はスタークではないと言い、サンサに〈スターク公〉の地位を譲ろうとする。サンサは〈谷間〉の軍の事を黙っていた事をジョンに詫び、ジョンはお互いを信じあおうとサンサに言う。
サンサは〈神々の森〉のウィアウッドの下でピーター・ベイリッシュ(エイダン・ギレン)に会う。ベイリッシュはサンサの愛を求め、嫡出のサンサこそ〈スターク公〉にふさわしいと言い、いずれ自分が〈鉄の玉座〉に座り傍らにサンサがいる夢を口にするが、サンサは答えない。
大広間に野人、谷間の騎士、そして北部人が集まって協議するが、野人と他の騎士の間には反目があり、クレイ・サーウィン公は長い冬に備えて故郷に帰りたいという。ジョンはホワイト・ウォーカーとの戦いに備えるべきだと訴える。〈熊の島〉の女領主リアナ・モーモントは〈落とし子の戦い〉に参陣しなかったロベット・グローヴァー(ティム・マッキナリー)公、マンダリー公(ショーン・ブロワーズ)、クレイ・サーウィン公らを責め、ジョンこそが〈北の王〉であると宣言する。グローヴァー公やマンダリー公ら一同が賛同するが、ベイリッシュとサンサは冷ややかな視線を交わす。

### ドーンにて
家族を失ったオレナ(ダイアナ・リグ)はドーンを訪ね、エラリア・サンド(インディラ・ヴァルマ)と会う。オバラ(ケイシャ・キャッスル＝ヒューズ)、ナイメリア(ジェシカ・ヘンウィック)、タイエニー(ロザベル・ラウレンティ・セラーズ)を相手にせず、今や生存より復讐を求めるとエラリアに言う。そこにヴァリス(コンリース・ヒル)が現れ、ターガリエン家の標語である『炎と血』を口にする。

### ミーリーンにて
デナーリス(エミリア・クラーク)はウェスタロスを侵略・統治するためには結婚による同盟が必須だと言い、愛人のダーリオ・ナハーリス (マイケル・ユイスマン)をミーリーンに残す。奴隷商人湾をドラゴン湾と改名し、ティリオン(ピーター・ディンクレイジ)を〈女王の手〉に任命し、グレイ・ワーム(ジェイコブ・アンダーソン)、ミッサンデイ(ナタリー・エマニュエル)、シオン(アルフィー・アレン)、ヤーラ (ジェンマ・ウィーラン)、ヴァリス(コンリース・ヒル)、ドラゴンらと出帆する。

## 製作

### 脚本
原作者との話し合いにより、主に未刊の原作『冬の狂風』に基づいて脚本が書かれた。 サムウェル・ターリーがドーンの〈知識の城〉に着くシーンは原作第四部『乱鴉の饗宴』から、パイセルが〈小鳥たち〉に殺されるシーンは原作第五部『竜との舞踏』のエピローグからとられている。
アリアがウォルダー・フレイに二人の息子の肉入りパイを食べさせてから殺して復讐を遂げるシーンは、ウィリアム・シェイクスピアの戯曲『タイタス・アンドロニカス』で、主人公のタイタスがゴート族の女王タモーラに二人の息子の肉入りパイを食べさせた後で刺殺し復讐を遂げるくだりのオマージュと考えられる。

### キャスティング
主要キャストであるトメン役のディーン＝チャールズ・チャップマン、マージェリー役のナタリー・ドーマー、ハイ・スパロウ(雀聖下)役のジョナサン・プライス、さらにリカーリング・キャストであるメイス・タイレル役のロジャー・アシュトン＝グリフィス、ケヴァン役のイアン・ゲルダー、ランセル・ラニスター役のユージン・サイモン、ロラス・タイレル役のフィン・ジョーンズ、パイセル役のジュリアン・グローヴァー、セプタ・ユネラ役のハンナ・ワディンガムは本エピソードが最後の出演となった。

### ロケーション

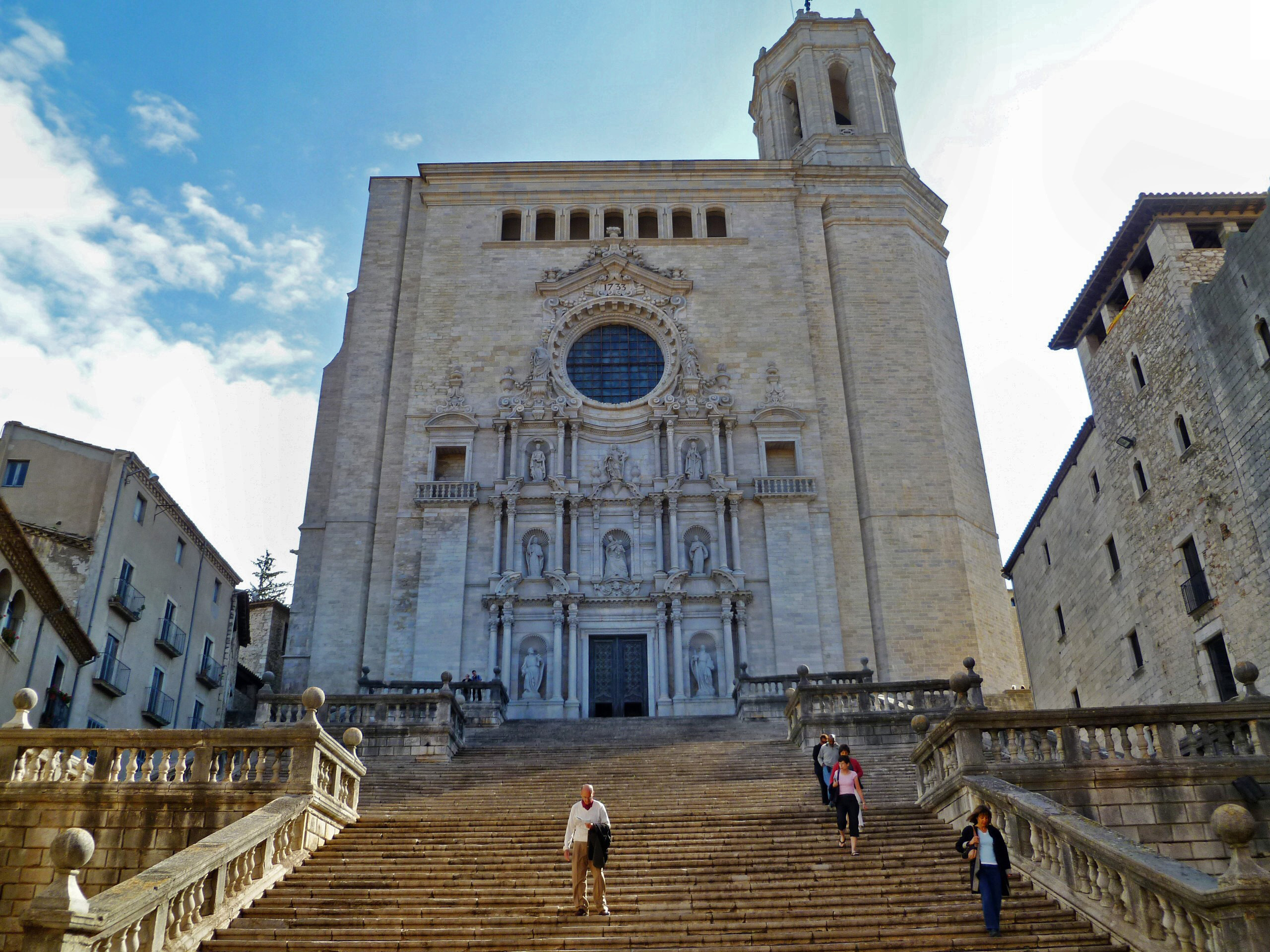
スペイン、ジローナの大聖堂

キングズランディングのベイラー大聖堂のシーンは、スペイン、ジローナの大聖堂で撮影された。

## 評判

### 視聴者数
本エピソードは889万人に視聴され、シリーズ史上もっとも視聴されたエピソードとなった。前回の766万人から大きく視聴者数を伸ばした。

### 賞
第68回プライムタイム・エミー賞で、本エピソードは衣装賞歴史劇/ファンタジー・シリーズ、ミニシリーズ、テレビ映画部門を受賞した。また、それぞれ助演男優賞と助演女優賞にノミネートされたティリオン役のピーター・ディンクレイジとサーセイ役のレナ・ヘディは、共に本作を提出した。

## 参照
1. ↑  Hibberd, James (2015年6月25日). “Game of Thrones directors revealed for mysterious season 6”. Entertainment Weekly. 2015年6月26日閲覧。
2. ↑  Porter, Rick (2016年6月28日). “Sunday cable ratings: ‘Game of Thrones’ scores series high with Season 6 finale”.   TV by the Numbers. 2016年6月28日閲覧。